# Vulgära vovvar
Vulgära Vovvar är debutskivan (EP) från den svenska hiphop-gruppen Mobbade barn med automatvapen. Albumet utgavs 2000.

## Låtlista
1. "Vulgära Vovvar" - 6:24
2. "Musik För Din Kravall" - 5:52
3. "Vulgära Vovvar (Instrumental)" - 6:28
4. "Musik För Din Kravall (Instrumental)" - 5:56